# Alain Deneault
Alain Deneault, né le 26 septembre 1970 en Outaouais, est un philosophe québécois et docteur en philosophie de l'université Paris-VIII en 2004,. Il a été directeur de programme au Collège international de philosophie à Paris de 2016 à 2022. Il enseigne la philosophie et la sociologie au campus de Shippagan de l'Université de Moncton, au Nouveau-Brunswick,.

## Parcours
Après des études en journalisme au Collège Algonquin d’Ottawa (1987-89) et quelques cours de littérature à l’Université de Montréal (1990), Alain Deneault migre en France et suit des cours d’esthétique à l’Institut d’études théâtrales (I.E.T.) de La Sorbonne (Université de Paris-III Sorbonne nouvelle) tout en fréquentant le Collège international de philosophie (CIPh). Après des séjours à Berlin et Montréal, il s’inscrit aux études supérieures en 1997 à l’Université de Vincennes à Saint-Denis (Université de Paris-VIII) et obtient en 1998 son diplôme d’études approfondies (DEA), puis, en 2004, le doctorat « Lieux et transformations de la philosophie », tous deux sous la direction de Jacques Rancière.
Alain Deneault a poursuivi des études postdoctorales au Centre canadien d’études allemandes et européennes (CCEAE) de l’Université de Montréal (2004-2006) ainsi qu’à la Chaire de recherche du Canada en Mondialisation, citoyenneté et démocratie (MCD) au département de sociologie de l’Université du Québec à Montréal (2006-2007).

### Thèmes de recherche

#### Philosophie de l'économie
Sa thèse, intitulée « La Définition de l’économie au vu des quatre concepts fondamentaux de la Philosophie de l’argent de Georg Simmel », cherche à repérer les concepts opérationnels de l’œuvre économique de Simmel, soit l’assomption (die Erhebung), le prélèvement ou le dégagement (die Enthebung), les plans (die Zweckreihen) et le comble (das Erfülltsein). L’argent apparaît comme un objet de pensée permettant le recoupement entre les plans transcendant et immanent de l’effort d’évaluation.
Au terme de son engagement doctoral, tout en signant des articles reprenant des éléments de sa thèse, Alain Deneault se lance dans une activité intellectuelle publique,. Dès 2004 paraît Paul Martin et Compagnies : Soixante thèses sur la légalité des paradis fiscaux (VLB Éditeur), un livre annonciateur des thèmes qu’il développera pendant plus de quinze ans par la suite : le coût social des paradis fiscaux pour les populations, l’univers juridique parallèle dont jouit l’oligarchie mondiale, l’exploitation de l’Afrique et d’autres régions du Sud et de l’Est par les multinationales des mines et du pétrole, la médiocrité culturelle de l’establishment médiatique, l’idéologie du management et le fondement colonial du Canada.
Après la publication de ce livre, il fait paraître chez Écosociété une série d’études sur les pratiques très controversées d’instances privées et publiques participant à la mondialisation industrielle, consumériste et capitaliste. Noir Canada : Pillage, corruption et criminalité en Afrique paru en 2008 porte sur le rôle pernicieux d’entreprises canadiennes soutenues par l’État canadien en Afrique, en particulier des sociétés minières, menant à des actes de corruption, de pollution massive, d’atteintes à la santé publique, tout en évoquant le soutien qu’elles apportent à des dictatures ou à des seigneurs de guerre engagés dans de terribles conflits. Étudiant les activités douteuses de certaines sociétés minières en Afrique, en Amérique latine et en Europe de l'Est, Alain Deneault montre que ces pratiques sont permises par un système législatif et financier qui a fait du Canada un refuge pour les compagnies minières du monde entier. L’essai Paradis fiscaux : la filière canadienne, publié en 2014, porte pour sa part sur le rôle méconnu de banques, avocats et politiciens de carrière canadiens dans la création des paradis fiscaux caribéens, dans les années 1960 . Son étude traite dans les derniers chapitres de la façon dont le Canada s’est lui-même inspiré de ses créatures à la fin du XXe siècle, offshorisant des pans entiers de sa législation. En 2017 enfin, il fait paraître, chez Écosociété toujours, mais en coédition avec la maison d’édition française Rue de l’Échiquier, le livre De quoi Total est-elle la somme ? Multinationales et perversion du droit, une étude sur le pouvoir souverain qu’ont acquis les entreprises multinationales au XXe siècle à partir du cas de la firme Total. Le livre s’intéresse également aux différents moyens que conçoivent de telles entités pour se jouer du droit à l’échelle internationale; Dans l'État des pouvoirs 2020 (publication annuelle du groupe de réflexion Transnational Institute), il écrit un chapitre sur ces grandes entreprises devenues des « pouvoirs souverains privés » en se basant sur le cas de Total  
Ces titres ont souvent, chez Écosociété, leur version courte : Noir Canada se trouve résumé et synthétisé dans Paradis sous terre (avec William Sacher, coédité par Rue de l’Échiquier en 2012), Paradis fiscaux : la filière canadienne trouve son pendant court dans Offshore (2010) et Une Escroquerie légalisée (2016) tandis que les thèses principales de De quoi Total est-elle la somme ? sont reprises dans Le Totalitarisme pervers (Écosociété/Rue de l’Échiquier, 2018). Un recueil de textes divers est aussi paru en 2011 et dans une réédition en 2018, sous le titre Faire l’économie de la haine.  
Chez Lux Éditeur, durant la décennie 2010, Alain Deneault fait aussi paraître une série d’essais caustiques sur l’idéologie du management et l’état de la culture : « Gouvernance » : Le management totalitaire en 2013, suivi de La Médiocratie en 2015, Politiques de l’extrême centre en 2016, puis Bande de colons : Une mauvaise conscience de classe en 2020. Ce dernier livre présente le Canada comme une colonie dont les classes sociales se présentent sous trois catégories : les colonisateurs que sont les grandes entreprises à chartes, les transnationales minières, pétrolières et céréalières ; les colons qui forment aujourd’hui les classes moyennes, et enfin les colonisés que forment les peuples autochtones.
Dans le cadre de son engagement au Collège international de philosophie de Paris comme directeur de programme, l’auteur a fait paraître aussi chez Lux les premières livraisons d’un « feuilleton théorique » sur la notion d’économie. Ce travail archéologique cherche, d’abord, à repérer les moments où le sème économie s’est trouvé investi dans des disciplines étrangères aux contemporaines « sciences économiques », par exemple en théologie, en rhétorique, en esthétique, dans les sciences de la nature, en biologie, en psychologie et en psychanalyse, en mathématique et en logique, ou encore dans les sciences sociales. Cette mise en relation des différentes acceptions du mot économie, ni synonymique ni homonymique, consiste, d’une part, à reconnaître les différents usages du mot et, d’autre part, à voir la signification transversale qui les lie. Il en dégage une lecture conceptuelle visant à affranchir le terme économie des définitions exclusives qu’en donnent aujourd’hui, souvent de manière idéologique, les sciences économiques. Ensuite, ce travail cherche à comprendre les raisons du devenir hégémonique de la discipline des sciences dites économiques dans le traitement et le devenir du mot.  

#### Questions de société
Deneault a aussi consacré plusieurs essais à des questions de société, tels La médiocratie (2015) et Bande de colons (2020). Il déplore notamment l'éparpillement de la gauche en une multitude de causes identitaires qui risquent de nous faire « perdre jusqu’au sens des causes sociales ». Dans Mœurs. De la gauche cannibale à la droite vandale (2022), l'auteur dit avoir « tenté de rendre justice à la complexité de certains problèmes qu’on avait tendance à beaucoup simplifier dans des considérations à la fois stridentes et aveuglément polémiques. »

### Le procèsBarrick GoldetBanro
L'essai Noir Canada : Pillage, corruption et criminalité en Afrique, publié en 2008 par Alain Deneault en collaboration avec Delphine Abadie et William Sacher, fait état d’allégations troublantes à partir de très nombreuses sources publiques (rapports de l'ONU, dépositions faites auprès d'assemblées législatives, rapports d'ONG , livres, documentaires, etc.) portant sur des agissements de compagnies minières canadiennes à l’étranger. Dès sa publication, l'ouvrage fait l'objet de poursuites en diffamation intentées par les deux sociétés minières impliquées, qui réclament 11 000 000 $CA d'indemnités.
Au bout de trois ans de procédure, les auteurs et les éditions Écosociété parviennent à un règlement à l'amiable avec la société minière Barrick Gold. L’ouvrage est retiré de la circulation. Dans la déclaration publique accompagnant le règlement à l'amiable, Barrick Gold déclare avoir présenté des documents « indiquant qu’elle n’avait pas été impliquée dans les conflits au Congo » bien qu'elle ait acquis une concession d'exploration de 82 000 km2 auprès des régimes de Joseph Mobutu puis de Laurent-Désiré Kabila. Comme ils l'ont fait dans l'introduction du livre, l'auteur et les chercheurs de Noir Canada ont réitéré la nécessité d'en appeler à la création, au Canada, d’une commission indépendante enquêtant sur la présence controversée d’intérêts miniers canadiens à l’étranger.
L'affaire a toutefois secoué le public québécois et est à l'origine de la loi 9 (loi modifiant le code de procédure civile pour prévenir l'utilisation abusive des tribunaux et favoriser le respect de la liberté d'expression et la participation des citoyens au débat public). Elle a aussi inspiré le film documentaire Le Prix des mots (2012), du réalisateur Julien Fréchette, qui montre l'impact de cette poursuite sur la vie personnelle des auteurs,.

## Biorégions
Alain Deneault part du constat que le meilleur remède contre l'écoanxiété est l'action. Il voit dans les biorégions, qui inscrivent le vivant dans la géographie, le moyen de « comprendre le territoire qu’on habite ».

## Œuvre

### Monographies

#### Essais
- Paul Martin et compagnies: soixante thèses sur l’alégalité des paradis fiscaux, Montréal, VLB éditeur, 2004, 109 p.
- Noir Canada: Pillage, corruption et criminalité en Afrique, en collaboration avec Delphine Abadie et William Sacher, Éditions Écosociété, 2008, 352 p. (Prix Richard-Arès)[48]
- Offshore: paradis fiscaux et souveraineté criminelle, Paris/Montréal, La Fabrique éditions/Éditions Écosociété, 2010, 120 p.
- Redéfinir l’économie: la «Philosophie de l'argent» de Georg Simmel, Éditions universitaires européennes, 2011
- Faire l'économie de la haine: douze essais pour une pensée critique, Montréal, Éditions Écosociété, 2011, 117 p.
- Paradis sous terre: comment le Canada est devenu la plaque tournante de l'industrie minière mondiale, avec William Sacher, préface de Richard Desjardins, Paris/Montréal, Rue de l'échiquier/Éditions Écosociété, 2012, 192 p./188 p.
- «Gouvernance»: le management totalitaire, Montréal, Lux Éditeur, 2013, 200 p. (Finaliste dans la catégorie «essai», Prix du gouverneur général du Canada, 2013)
- Paradis fiscaux: la filière canadienne. Barbade, Caïmans, Bahamas, Nouvelle-Écosse, Ontario…, Montréal, Éditions Écosociété, 2014, 392 p. (Prix Pierre-Vadeboncoeur 2014)
- La Médiocratie, Montréal/Paris, Lux Éditeur, 2015, 224 p.[49]
- Politiques de l'extrême centre, Montréal/Paris, Lux Éditeur, 2016, 100 p.
- Une Escroquerie légalisée: précis sur les «paradis fiscaux», Montréal, édition européenne, avec la collaboration de Lucie Watrinet, préface du Juge Jean de Maillard, Montréal, Éditions Écosociété, 2016, 128 p.
- De quoi Total est-elle la somme ? : multinationales et perversion du droit, Paris/Montréal, Rue de l'échiquier/Éditions Écosociété, 2017, 512 p./440 p . (ISBN 978-2251381305)
- Le Totalitarisme pervers : d'une multinationale au pouvoir, Paris/Montréal, Rue de l'échiquier/Éditions Écosociété, 2017/2018, 128 p./152 p. (ISBN 978-2251381305)
- Faire l'économie de la haine. Essais sur la censure, Montréal, Éditions Écosociété, 2018 (1re éd. 2012), 224 p. (ISBN 978-2897193966)
- L’économie de la nature : feuilleton théorique I, Montréal, Lux Éditeur, coll. « «Les Économies» », 2019, 142 p. (ISBN 978-2895962991) [50],[51]
- L’économie de la foi : feuilleton théorique II, Montréal, Lux Éditeur, coll. « «Les Économies» », 2019, 144 p. (ISBN 978-2895963165) [52]
- L'économie esthétique: feuilleton théorique III, Montréal, Lux Éditeur, coll. «Les Économies», 2020, 144 p.
- Bande de colons: une mauvaise conscience de classe, Montréal, Lux Éditeur, 2020, 216 p.
- L'économie psychique: feuilleton théorique IV, Montréal, Lux Éditeur, coll. «Les Économies», 2021, 144 p.
- Mœurs. De la gauche cannibale à la droite vandale, Montréal, Lux Éditeur, Collection Lettres libres, 2022, 312 p.
- L'économie de la pensée: feuilleton théorique V, Montréal, Lux Éditeur, coll. «Les Économies», 2024, 136 p.
- La Médiocratie. Avec Politique de l'extrême centre et «Gouvernance», Lux Éditeur, coll. Pollux, 2024, 336 p.
- Faire que ! L'engagement politique à l'ère de l'inouï, Lux Éditeur, coll. Hors Collection, 2024, 216 p.

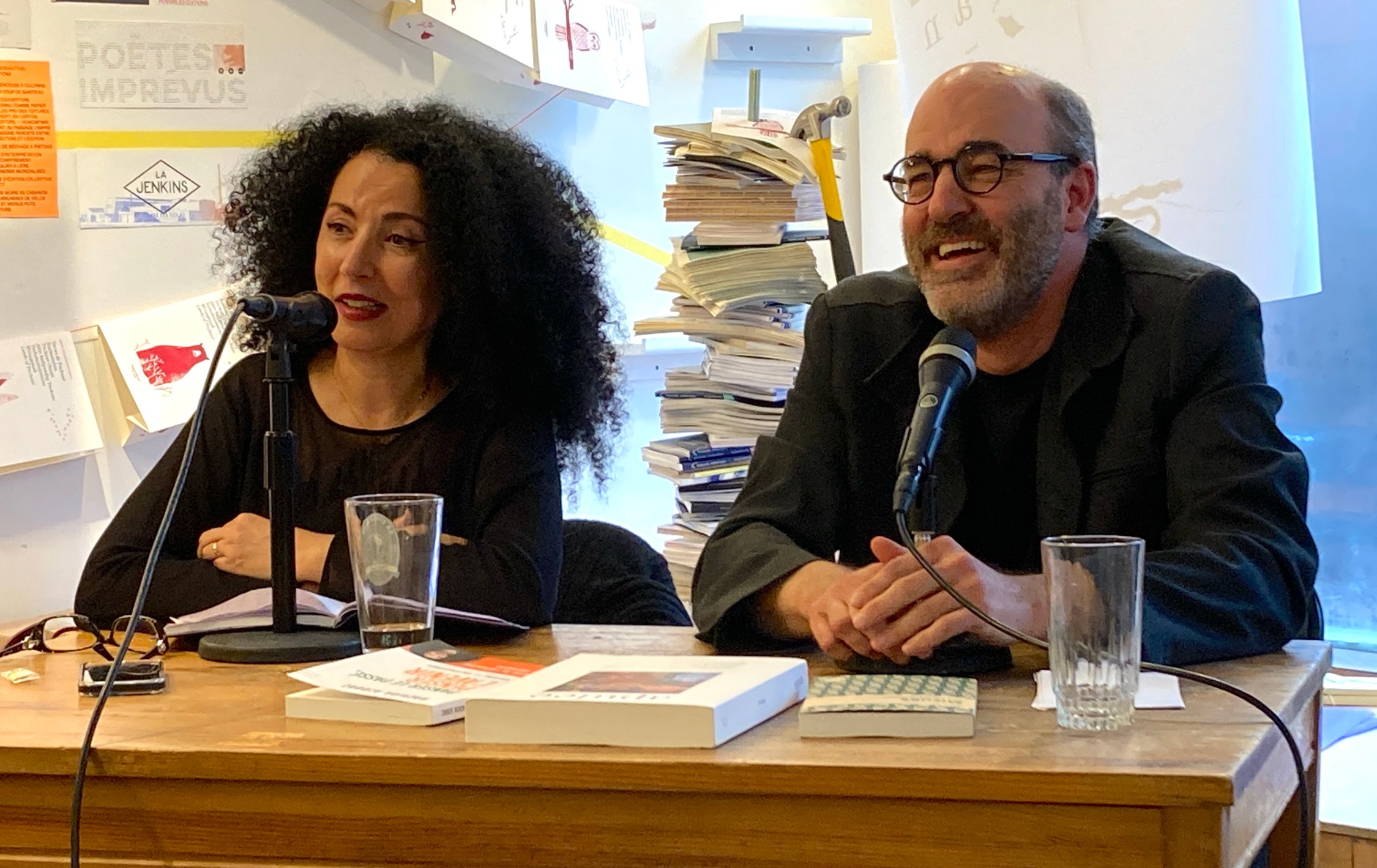
Alain Deneault lors de la période de questions autour de son essai Mœurs. De la gauche cannibale à la droite vandale, animée par Rachida Azdouz, le 12 novembre 2022 à la Librairie Le Port de Tête.

#### Livres édités (traduction et préface)
- Georg Simmel, Psychologie de l'argent[53] (préfacé et traduit de l'allemand par Alain Deneault), Paris, Allia, 2019, 80 p.
- Georg Simmel, L'Argent dans la culture moderne, et autres essais sur l'«économie de la vie», introduction, traduction et annotations par Alain Deneault, Québec, Presses de l'Université Laval, 2018, 202 p., deuxième édition;  Les Éditions de la Maison des Sciences de l'homme, collection «Philia» / Presses de l'Université Laval, coll. «Pensée allemande et européenne», 2006, 274 p, première édition.

#### Livre et revue scientifique édités
- Georg Simmel et les sciences de la culture[54], Jean-François Côté et Alain Deneault (dir.), Québec, Presses de l'Université Laval, collection «Sociologie contemporaine», 2010, 175 p.
- Dossier: «Europe – Afrique: Regards croisés sur une “Europe spirituellement indéfendable” (Aimé Césaire)», Eurostudia, Centre canadien d’études allemandes de l’Université de Montréal, Vol. 3, N° 2, décembre 2007.

#### Essais traduits
- Paul Martin and Companies. Sixty Theses on the Alegal Nature of Tax Havens, Vancouver, Talonbooks, 2006, 96 p.
- Offshore. Paradis fiscali e sovranità criminale, Vérone, Ombre Corte, 2011, 153 p.
- Offshore. Tax Havens and the Rule of Global Crime, New York, The New Press, 2011, 210 p.
- Negro Canada. Saqueo, corrupción y criminalidad en África, avec Delphine Abadie et William Sacher, Proyecto, Traductor@s y Coprrector@s Colectiv@s, 2011, 166 p.
- Imperial Canada Inc. Legal Haven Of Choice for the World's Mining Industries, avec William Sacher, Vancouver, Talonbooks, 2012, 246 p.
- Canada: A New Tax Haven. How the Country That Shaped Caribbean Tax Havens Is Becoming One Itself, Vancouver, Talonbooks, 2015, 224 p.
- La Mediocrazia, Milan, Neri Pozza, 2017, 240 p.
- Legalizing Theft, A Short Guide to Tax Havens, Toronto, Fernwood, 2018.
- The Mediocracy followed by Politics of Extreme Center, Toronto, Between the Lines, 2018.
- "Governance". La gestione totalitaria, Milan, Neri Pozza, 2018.
- Paraísos Fiscales. Una estafa legalizada, Madrid, Editorial popular, 2018.
- Mediocracia, Madrid, El Cuarto de las Maravillas, 2019.
- 2020, دار سؤال للنشر لبنان, نظام التفاهة, آلان دونو
- Economia Dell’odio, Milan, Neri Pozza, 2020.

#### Préfaces et postfaces
- Préface pour Les milliardaires, Comment les ultra-riches nuisent à l’économie, Linda McQuaig et Neil BrooksMontréal, Lux Éditeur, 2013.
- Préface pour Des mots qui puent, Olivier Starquit, Mons (Belgique), Éditions du Cerisier, coll. «Place publique», 2018.
- Préface pour La Démocratie hasardeuse. Essai sur le tirage au sort en politique, Hugo Bonin, Montréal, XYZ Éditeur, 2017, rééd. 2018.
- Préface pour Financiarisation et élite économique au Québec, Audrey laurin-LamotheQuébec, Presses de l’Université Laval, 2019, 2714 p.
- Postface ayant pour titre «Qu’est-ce que je peux faire, moi?», Comment les paradis fiscaux ont ruiné mon petit-déjeuner?, François Samson-Dunlop, Montréal, Écosociété, 2019.
- Postface ayant pour titre «L’arbitre et l’arbitraire», Forum non conveniens. Une impasse pour la responsabilité sociale, Ivan Tchotourian & Alexis Langenfeld, Québec/Paris, Presses de l’université Laval /Hermann, 2020/2021.
- Préface ayant pour titre «Le Guide offshore», The Great Offshore, Collectif RYBN, Paris, UV Éditions, avril 2021.
- Préface ayant pour titre «Un penseur hors pair», Omar Aktouf. Un homme libre inquiet du monde, Mohamed Bachir Amokrane, Alger, Éditions Du Chapitre, 2021.
- Préface ayant pour titre «L’Antimédiocre», Victor et moi. Enseigner pour se venger, Jean-Marc Limoges, Montréal, Éditions du Boréal, août 2021, 160 p.
- Préface pour Maudites chartes! 10 ans d'assaut contre la démocratie des droits et libertés, Louis-Philppe Lampron, Éditions Somme Toute, 2022, 240 p.
- Préface ayant pour titre «Mouches noires, fumées noires, dossiers noirs», Voyage au bout de la mine: Le scandale de la Fonderie Horne, Pierre Céré, Montréal, Écosociété, 2023.
- Préface  pour Lutter contre la fraude fiscale en entreprise, Julien Briot-Hadar, Vuibert, 2025.

#### Publications littéraires
- L’économie de la haine et le complexe narcissico-casanier, Montréal, Moebus, mai 2010.
- Faire l’économie de la haine, deuxième version, Montréal: Écosociété.org, juin 2010.
- Rupture de ban, L‘exil: Montréal: Contre jour, No 24, été 2011, p. 135 à 137.
- Alain Deneault, «What was their real name again?» A letter from New Brunswick’s future #11», NB Media Co-op, 16 août 2019.
- Alain Deneault, «C’était quoi, leur vrai nom déjà?» Une lettre du futur du Nouveau-Brunswick #11», Astheure, 23 août 2019.

### Édition de revue
- Centre canadien d’études allemandes et européennes (CCEAE), rédacteur de la Lettre d'information bimensuelle du CCEAE, 2005-06.
- Eurostudia, dirigée par Dietmar Köveker (Université de Montréal), secrétaire de rédaction, 2005-2007.

### Coordination de dossiers de revue
- Dossier: «Que nous coûtent les paradis fiscaux?», avec Gilles Bourque et Claude Vaillancourt, Montréal: Vie Économique, vol. 3, N° 3, mars 2012.
- Dossier: «“Ressources”-Mines», Montréal: revue Possibles, Vol. 36, hiver 2012.

### Création d'un diaporama pédagogique
- Comprendre les paradis fiscaux, diaporama institutionnel et trousse de formation, commandé par le Secrétariat intersyndical sur les services publics (SISP), 2012.

## Cofondateur
- Cofondateur d'ATTAC-Québec (Association québécoise pour la Taxation des Transactions financières et pour l'Action Citoyenne) avec Pierre Henrichon en 1999[55].

## Engagements
- Membre du Regroupement Des Universitaires.
- Collaborateur de COLIBEX (Chaire de recherche France-Québec sur les enjeux contemporains de la liberté d'expression)

## Interventions - Instances parlementaires
- Comité permanent de l’accès à l’information, de la protection des renseignements personnels et de l’éthique, Réunion No 7 – 1re session – 44e Législature, Chambre des communes au Parlement du Canada, 14 février 2022.
- Consultation sur le phénomène du recours aux paradis fiscaux, Commission des finances publiques, 15 septembre 2016.
- Intervention sur les efforts de l’Agence du revenu du Canada afin de combattre l’évitement fiscal et l’évasion fiscal, Comité permanent des Finances de la Chambre des communes au Parlement du Canada, 14 juin 2016.

## Filmographie

### Réalisation
- Bande de colons, essai cinématographique, 20 minutes.
- L’impossible exil du Doktor Mabuse, Les Productions Valences, France 2006.

### Idéateur
- Je ne savais pas que je savais, Alexandre Gingras, production Les Altercitoyens, 2014, 23 min (projection au Festival du Nouveau Cinéma 2014, soirée «Court critique»).
- Offshore Banking: Didn’t you know, you knew?, Alexandre Gingras, Les Alter Citoyens, 2017.

### Programmation cinématographique
- «Le Désordre du monde», Programmation de documentaires sur le capitalisme, Tënk, 9 avril 2021[56].

### Présentation d'un documentaire (tournée) et discussion
- La (très) grande évasion, un film de Yannick Kergoat, écrit par Yannick Kergoat et Denis Robert, France, 2022. Présentation du film lors d'une tournée en septembre et octobre 2024 (plusieurs villes au Québec et au Canada) suivi d'une discussion[57].

### Interventions - Documentaires et courts-métrages
- L’État que nous voulons, documentaire d'André Vanasse, Le Syndicat de la fonction publique du Québec et les Productions Bonsaï, Canada, 2008.
- République: un abécédaire populaire, documentaire d'Hugo Latulippe, Esperamos Films, Canada, 91 min, 2011. Sélection officielle au Festival du Nouveau Cinéma de Montréal.
- Les Nouveaux Conquistadors, réalisation d'Hélène Pichette, Canada, 2011, 52 min, diffusion à l’émission Une heure sur terre de la Société Radio-Canada, le 16 décembre 2011.
- The Friends of the Congo, Crisis in the Congo: Uncovering The Truth, États-Unis, 2012
- Le Prix des mots, Julien Fréchette, Montréal, Office national du film, Canada, 2012.
- Pour le Québec… des oligarques., Les Altercitoyens, 19 août 2012.
- Plan nord = zone franche?, Les Altercitoyens, 23 août 2012.
- La possibilité d’être humain, Thierry Kruger et Pablo Girault, Brut Prod., France, 2013, 90 min.
- Le Prix à payer / The Price We Pay, réalisé par Harold Crooks, Productions InformAction Films et la Société Radio-Canada, 2014.
- «TPP: Multinacionales mineras violan DDHH en América Latina», HispanTV, 11 décembre 2014.
- Charité bien ordonnée… Une histoire d’abus, un film d'Eve Caroline Pomerleau, Productions  Esperamos Films, Montréal, Canada, 52 minutes, 2015
- Démocratie(s)?, un film de Henri Poulain, Julien Goetz et Sylvain Lapoix, Datagueule, 2018.
- Qu’est-ce que l’évitement fiscal ?, Échec aux paradis fiscaux, 4 août 2018.
- Reiniciar el món, ccma.cat TV3, 26 août 2020.
- «Bouée littéraire – Traité de l’autorité politique de Spinoza», Alain Deneault, Salon du livre de la Péninsule acadienne, 22 septembre 2020.
- Kumtor, un documentaire de Brigitte Noël, Bureau d’enquête, Canada, 2020, 53 min.
- Encore 2 mètres, un film de Sophie Lambert, émission «Les grands reportages», Réseau de l’Information (RDI) et Tou.tv, Société Radio-Canada, 29 mars 2021.
- Alain Deneault s'adresse aux détenus de la prison de Bordeaux à Montréal: Liberté et prison, Les Souverains anonymes, 29 mars 2021.
- L’Emprise Total, Greenpeace France, quatre épisodes diffusés en avril et mai 2021.
- Pour nous, chez-nous, un film de Dominic Leclerc, productions Lusticia Inc., diffusé sur Télé-Québec, 2021.
- La (très) grande évasion, un film de Yannick Kergoat, écrit par Yannick Kergoat et Denis Robert, France, 2022.
- Le système Total, anatomie d'une multinationale de l'énergie, une réalisation de Jean-Robert Viallet et Catherine Le Gall, coproduction ARTE France, Morgane Production, RTBF, Stenola, Shelter Prod, 2022.

## Prix
- Prix Richard-Arès, Essai de l’année 2008 pour le livre Noir Canada: Pillage, corruption et criminalité en Afrique[58].
- Prix Pierre-Vadeboncœur, Essai de l’année 2014 pour le livre Paradis fiscaux: la filière canadienne.[59]

### Distinctions
- Finaliste pour le Prix de la bande à Mœbius pour «L’économie de la haine et le complexe narcissico-casanier»[60], 2010.
- Finaliste, Prix du gouverneur général du Canada, catégorie essai pour le livre «Gouvernance», 2013.
- Invité d'honneur, Salon du livre de l’Outaouais, février 2014.
- Finaliste, Prix Spirale Eva-Le-Grand, pour l’article La Médiocratie paru dans Liberté, 2016.
- Invité d’honneur, Salon international du livre de Québec, avril 2016.
- Invité d’honneur, Salon du livre de Rimouski, novembre 2016.
- Auteur parmi la délégation «Québec invité d’honneur», Salon du livre et de la presse de Genève, avril 2017.
- Le choix du public, Les incontournables 2017, ICI Radio-Canada pour le livre La Médiocratie, mai 2017.
- Invité d’honneur, Salon du livre de Trois-Rivières, mars 2018.
- Sélection préliminaire pour le Prix des libraires du Québec, catégorie essai québécois pour le livre De quoi Total est-elle la somme ? Multinationales et perversion du droit, 2018
- Finaliste pour le Prix des libraires du Québec, catégorie essai pour le livre Bande de colons : Une mauvaise conscience de classe, 2020.
- Sélection préliminaire pour le Prix des libraires du Québec, catégorie essai - 2023, pour le livre Mœurs. De la gauche cannibale à la droite vandale, 2022.

### Mentions (livres et revues)
- Découvrir, La revue de recherche de l’Acfas, «La revue de la recherche – Morceaux choisis», «Année 2008: Questions de gouvernance – Alain Deneault», Montréal, Association francophone pour le savoir (ACFAS), volume 31, N° 3, mai-juin 2010, p. 114.
- Le Devoir des écrivains, «L'actualité vue par 33 écrivains», 1re édition, Montréal: Le Devoir, 17 novembre 2010, auteur des articles: «La croissance se poursuivra, prédisent les économistes» et «Amphithéâtre de Québec: les économistes disent non au financement public».
- Trente-cinq intellectuels à fréquenter pour mieux comprendre le monde, Jacques Godbout, Montréal: L’Actualité, 11 mai 2011.
- Du pouvoir intellectuel en France (ou ce qu’il en reste). Jean-Marie Durand et Emmanuel Lemieux, Feuilleton, Paris, Lemieux Éditeur, 2017.
- «Alain Deneault», entrée, Dictionnaire des intellectuel.les au Québec, Éric Martin, Presses de l’Université de Montréal, mars 2017.
- Arrachons l’économie aux économistes! Entretien par Yahia Belaskri, Éditions Zulma - les apuléennes, 2023, 32 p.